# Valentina Landri
Valentina Landri (* 16. April 1992 in Neapel) ist eine italienische Handballspielerin. Sie ist sowohl im Hallenhandball wie auch in der Variante Beachhandball italienische Nationalspielerin. Sie spielt auf der Position der zentralen Rückraumspielerin.

## Hallenhandball
Valentina Landri debütierte schon als 15-Jährige in der ersten Mannschaft des italienischen Erstligisten Pelplast Handball Salerno (Jomi Salerno). Auch international debütierte sie in der Saison 2007/08 im EHF-Pokal. Mit Salerno schied sie in der zweiten Runde gegen Herning-Ikast Håndbold aus. Unterbrochen wurde die Zeit in Salerno, als Landri 2011/12 und nochmals 2013 bis 2016 wie ein Gutteil der übrigen Nationalspielerinnen zum Perspektivteam Esercito-FIGH Futura Roma, das zunächst außer Konkurrenz in der ersten Liga spielte, danach in der ersten Liga Sloweniens und gegen andere Mannschaften des Balkans, wechselte. Ziel war die Qualifikation für die Olympischen Sommerspiele 2016 in Rio de Janeiro, die jedoch verpasst wurde. Nach der Auflösung der Mannschaft wechselte sie zurück zum Spitzenteam Salerno. 2010, 2011, 2013, 2014, 2017, 2018 und 2019 wurde Landri mit Salerno italienische Meisterin, 2009, 2013 und 2019 gewann sie den italienischen Pokal, 2013, 2018 und 2019 den Superpokal. Im Europapokal scheiterte Landri mit ihrem Team 2016/17 in der dritten Runde des EHF Challenge Cups an Haukar Hafnarfjörður, 2017/18 im EHF-Pokal in der ersten Runde an Cercle Dijon Bourgogne, 2018/19 in der zweiten Runde an Swesda Swenigorod. Zuvor war Salerno schon in der Qualifikation zur EHF Champions League 2018/19 gescheitert. 2019 wechselte Landri zu Ariosto Pallamano Ferrara, mit dem Verein spielte sie im Challenge Cup und schied dort in der dritten Runde in einem inneritalienischen Duell gegen den SSV Brixen Damen Handball aus. Schon nach einer Saison wechselte sie wieder zurück nach Salerno. Mit Salerno gewann sie 2021 die italienische Meisterschaft. In der Saison 2022/23 stand sie beim italienischen Erstligisten AC Life Style Handball Erice unter Vertrag. Mit Erice gewann sie 2023 den italienischen Pokal. Anschließend wechselte Landri zum färöischen Verein Stjørnan.
Ihre ersten Spiele mit der Nationalmannschaft bestritt Landri in den italienischen U-Mannschaften. 2011 scheiterte sie mit ihrer Mannschaft an der Qualifikation zur U-19-EM, 2012 zur U-20-WM. Auch mit der A-Nationalmannschaft scheiterte sie jedes Mal an der Qualifikation für Welt- und Europameisterschaften, so 2012, 2014, 2016, 2018 und 2020 zur EM sowie 2013, 2015 und 2017 zur WM. Bei den Mittelmeerspielen 2018 wurde Landri mit Italien Sechste.

## Beachhandball
Im Beachhandball gehört Landri seit 2015 der italienischen Nationalmannschaft an. Ihr erstes Turnier bestritt sie bei den Europameisterschaften 2015 in Lloret de Mar. Italien startete mit einer sehr guten Leistung in das Turnier, fünf der sechs Vorrundenspiele konnten gewonnen werden. Nur weil Ungarn, gegen die man verloren hatte, und Russland bei derselben Siegquote eine bessere Treffer-Differenz aufwiesen, war Italien nur Gruppendritte. Da man mit Ungarn in die Hauptrunden-Gruppe kam und dort noch gegen Spanien und die Ukraine verloren, beendeten sie die Hauptrunde als Gruppenletzte. Im Viertelfinale traf Italien somit auf die Ersten der anderen Gruppe, die Niederlande, konnten diese aber im Shootout schlagen. Im Halbfinale unterlag Italien erneut den späteren Titelträgerinnen aus Ungarn, konnte aber im Spiel um die Bronzemedaille dieses Mal Spanien schlagen. Beide Spiele wurden erst im Shootout entschieden. In den Gruppenspielen gegen Schweiz mit elf und die Ukraine mit sechs Punkten erzielte Landri, die alle möglichen elf Spiele betritt, jeweils die meisten Punkte ihrer Mannschaft. Insgesamt erzielte sie 49 Punkte. Bei den Mittelmeer-Beachgames 2015 in Pescara gewann Landri mit der italienischen Mannschaft den Titel und schlug im Finale die Auswahl Griechenlands.
Im Jahr darauf trat Landri mit Italien bei den Weltmeisterschaften 2016 in Budapest an. Während in der Vorrunde gegen die europäischen Konkurrentinnen aus Spanien und Ungarn verloren wurde, konnten die außereuropäischen Mannschaften aus Ungarn, Australien und Argentinien geschlagen werden. Als Gruppendritte zog Italien in die Hauptrunde ein. Hier gab es eine deutliche Niederlage gegen das Weltklasse-Team aus Brasilien, ebenso gegen Norwegen. Einzig gegen die Vertretung aus Taiwan konnte im Shootout gewonnen werden. Damit verpasste Italien als gruppenvorletzte Mannschaft das Halbfinale und spielte noch einmal gegen Taiwan um den Abschlussrang fünf, das Spiel wurde in zwei Sätzen von Italien für sich entschieden.
Die Europameisterschaften 2017 am Jarun-See in Zagreb verliefen für Italien eher schwach. Nur die beiden Auftaktspiele gegen Kroatien und die Schweiz konnten von Landri und ihrer Mannschaft zunächst gewonnen werden. Danach wurden sowohl die beiden Vorrunden-Gruppenspiele als auch alle Spiele der Hauptrunde gingen danach verloren. Als Gruppenletzte zogen die Italienerinnen in die Gruppenspiele um die Platz neun bis 12 ein. Erst das allerletzte Spiel gegen die Ukraine konnte noch einmal gewonnen werden, womit Italien am Ende den elften Platz von 15 Mannschaften belegte. Landri kam in allen zehn Spielen zum Einsatz und erzielte 23 Punkte.

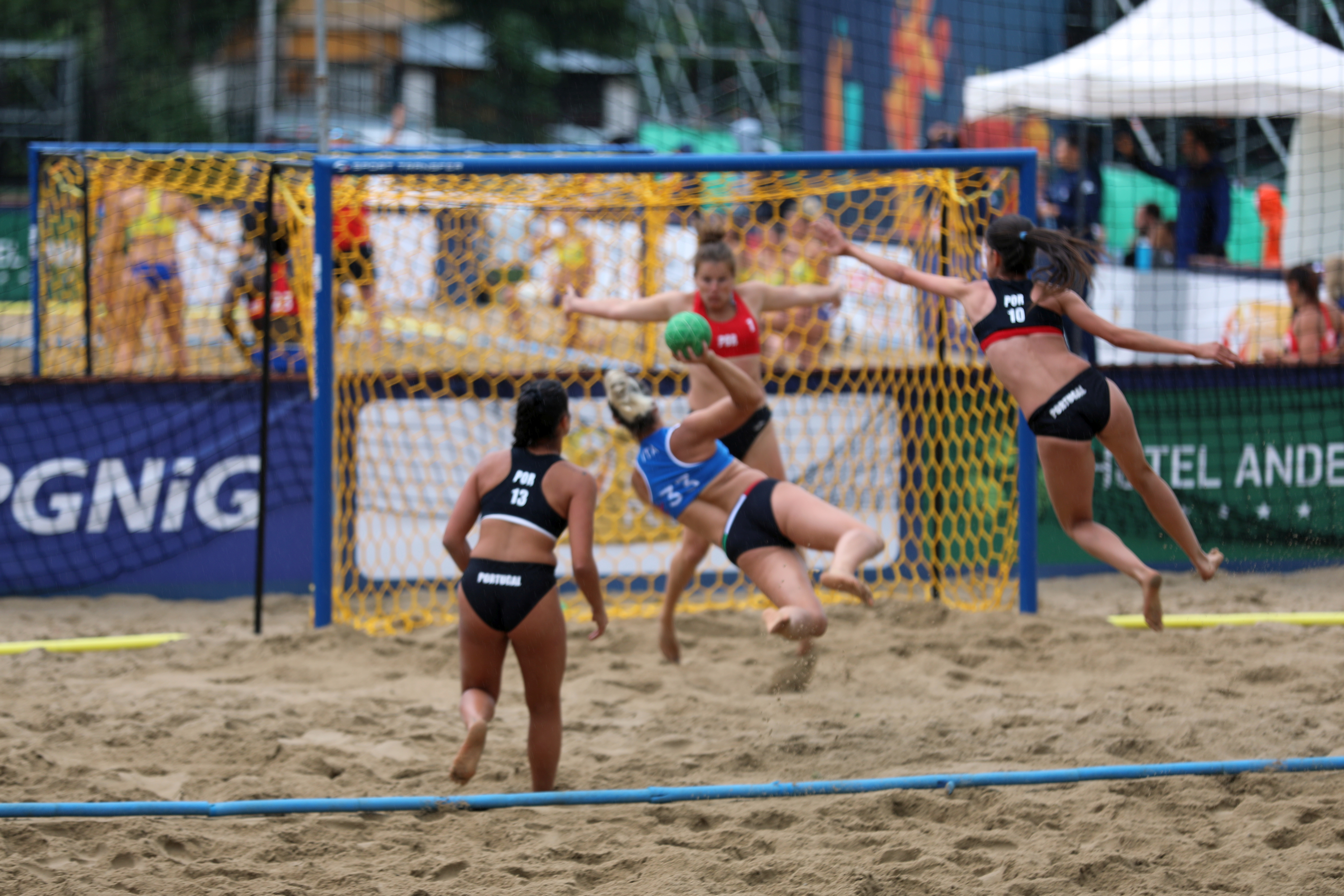
Landri beim Torwurf im Platzierungsspiel der EM 2019 gegen Portugal: im Tor Rosa Ribeiro, in der Verteidigung Catarina Oliveira (#10) und Cristiana Morgado (#13)

Auch die Europameisterschaften 2019 im polnischen Stare Jabłonki verliefen für Landri und Italien ähnlich schwach. Mit Slowenien und der Schweiz konnten erneut nur zwei Mannschaften geschlagen werden und Italien ging mit einer Hypothek von zwei Niederlagen in die Hauptrunde, wo auch die drei weiteren Spiele verloren wurden. Damit war Italien Gruppenletzte und musste in Überkreuz-Spielen um die Ränge zwischen neun und 16 spielen. Auch hier wurde zunächst im Shootout gegen die Türkei verloren, bevor gegen Portugal wieder gewonnen werden konnte. Im abschließenden Spiel um den 13. Platz unterlag Italien Frankreich und belegte den 14. Platz von 20 Mannschaften. Einmal mehr bestritt Landri alle zehn Spiele und erzielte 51 Punkte. Damit war sie nach Cristina Gheorghe zweitbeste Werferin ihrer Mannschaft. Bei den Mittelmeer-Beachgames 2019 in Patras gewann Landri mit Italien die Bronzemedaille gegen Tunesien, nachdem Italien im Halbfinale im Shootout an Portugal gescheitert war.

## Privates
2015 wurde bei Landri Kehlkopfkrebs diagnostiziert, den sie besiegen konnte. Sie hat an der Università telematica Giustino Fortunato in Benevent Tourismuswissenschaften studiert.

## Erfolge
| Hallenhandball Italienische Meisterschaften - 2010 - 2011 - 2013 - 2014 - 2017 - 2018 - 2019 - 2021 | Italienischer Pokal - 2009 - 2013 - 2019 Italienischer Superpokal - 2013 - 2018 - 2019 Mittelmeerspiele - 2018: 6. | Beachhandball Beachhandball-Weltmeisterschaften - 2016 5. Europameisterschaften - 2015 Mittelmeer-Beachgames - 2015 - 2019 |